# BLUE BIRD
《BLUE BIRD》（藍鳥）是日本歌手濱崎步第40張單曲，2006年6月21日於日本發售。凭借着该单曲的销量，使滨崎步成为日本乐坛历史上首位个人单曲总销量突破两千万大关的女歌手
。

## 說明
- 本張單曲共分為「CD+DVD」兩個型態、「CD ONLY」一個型態，共三種型態販售，封面、DVD收錄內容不同。下以A、B、C三種代號分別對應這三種型態。
  - 型態B、C為「CD+DVD」形式，型態A則為「CD ONLY」型態。型態B、C中，DVD收錄之making影像內容不同。
- 第七張原創專輯《(miss)understood》的《Ladies Night》於本張單曲收錄了新版本《Ladies Night ～another night～》。
  - 專輯的Recut曲再度收錄進單曲是2002年發售的第25張單曲《Daybreak》，距本作發售已有4年3個月。
- 本作發行後首週奪下單曲榜冠軍，將自己保持的冠軍單曲紀錄數量推進至27張。更新了女性歌手部門的歷代紀錄，總和排行僅次於「B'z」的43張冠軍單曲，居歷代第二。
- 濱崎步的單曲銷售數量在本作突破了2000萬張，個人歌手或女性歌手都是首次達成此項紀錄，而先前達成紀錄的僅有「B'z」、「南方之星」、「Mr.Children」、「SMAP」四組。
- 本作發行後，直到2007年7月18日才發行第41張單曲《glitter/fated》，間隔達1年1個月。2006年僅發行《Startin'/Born To Be...》和本作，是出道以來首度一年僅發行兩張單曲。
- 《BLUE BIRD》和《Beautiful Fighters》其後收錄於2006年11月29日發售的第八張原創專輯《Secret》，2007年2月28日發售的精選集《A BEST 2》未有收錄，直到2008年發售的單曲精選輯《A COMPLETE ~ALL SINGLES~》才收錄了《BLUE BIRD》一曲。

## 收錄歌曲
全曲作詞：濱崎步

### CD (型態A、B、C共通)
1. BLUE BIRD "Original Mix"
作曲：D・A・I　編曲：HΛL
日本Zespri黃金奇異果電視廣告歌曲
2. Beautiful Fighters "Original Mix"
作曲：菊池一仁　編曲：CMJK
Panasonic「D-snap Audio」/「D-dock」廣告歌曲 (由本人演出)
廣告放送版與單曲收錄版有若干異同。
3. Ladies Night 〜another night〜
Panasonic「LUMIX FX01」廣告歌曲 (由本人演出)
4. BLUE BIRD "Harderground remix"
5. BLUE BIRD "Original Mix -Instrumental-"
6. Beautiful Fighters "Original Mix -Instrumental-"

### DVD (型態B)
1. BLUE BIRD (video clip)
2. Beautiful Fighters (video clip)
3. BLUE BIRD (making clip)

### DVD (型態C)
1. BLUE BIRD (video clip)
2. Beautiful Fighters (video clip)
3. Beautiful Fighters (making clip)